# Dragitjevo
Dragitjevo (bulgariska: Драгичево) är ett distrikt i Bulgarien.   Det ligger i kommunen Obsjtina Pernik och regionen Pernik, i den västra delen av landet, 15 km sydväst om huvudstaden Sofia.
I omgivningarna runt Dragitjevo växer i huvudsak blandskog. Runt Dragitjevo är det tätbefolkat, med 683 invånare per kvadratkilometer.